# Vintíř Kalivoda

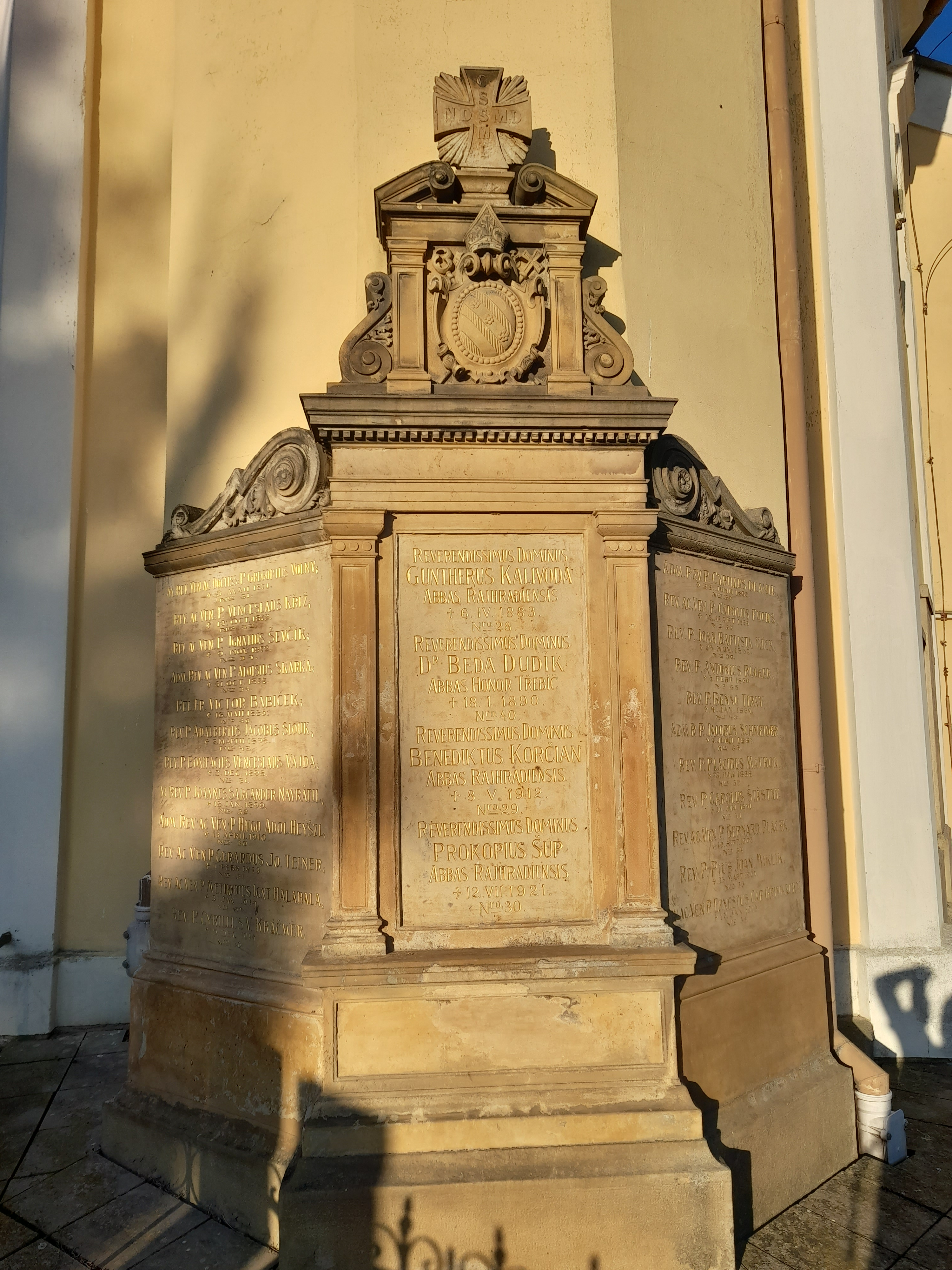
Pomník Kalivody v Rajhradě

Gunther Jan Kalivoda (česky Vintíř Kalivoda, 26. prosince 1815 Brno – 6. dubna 1883 Rajhrad) byl moravský římskokatolický duchovní, pedagog a v letech 1853–1883 opat Benediktinského kláštera Rajhrad.

## Život
Narodil se dne 26. prosince roku 1815 v Brně. V letech 1834–1835 studoval na filozofickém učilišti, kde jej učili Řehoř Wolný či Antonius Rücker. V roce 1835 vstoupil do brněnského alumnátu, a když zemřela jeho matka, odhodlal se dne 13. července roku 1838 vstoupit k benediktinům do rajhradského kláštera. Byl velice dobrý student a skrze své dobré výsledky mohl složit slavné řeholní sliby již 11. dubna 1841 a za tři měsíce přijal kněžské svěcení. Od roku 1843 působil jako profesor náboženství ma filozofickém ústavě v Brně. Této funkce se ale musel roku 1850 kvůli zdravotním problémům vzdát a vrátil se do Rajhradu. V Rajhradu se začal aktivně zapojovat do místního dějí a stal se novicmistrem tehdejšímu opatu Viktoru Schlossarovi. Po Schlossarově smrti byl 22. listopadu 1854 ustanoven jeho nástupcem.
Díky Kalivodovi přijíždělo do rajhradského kláštera plno učenců z Čech, Moravy, Slezska a i Rakouska a klášter se stal vlasteneckým centrem Moravy. Gunther Kalivoda také stál při zrodu Dědictví sv. Cyrilla a Methoda, podílel se na obnovení slovanské bohoslužby a kultu těchto světců. Přátelil se i s Bedou Dudíkem, který posléze v Rajhradě nějakou dobu žil.
Podílel se také na založení Papežské knihtiskárny rajhradských benediktinů a zaplatil opravu kostelů v Syrovicích, Otmarově, Ostrovačicích a Domašově. Nechal upravit rezidenci rajhradských prelátů v Brně na Petrově a zámeček v Lesním Hlubokém.

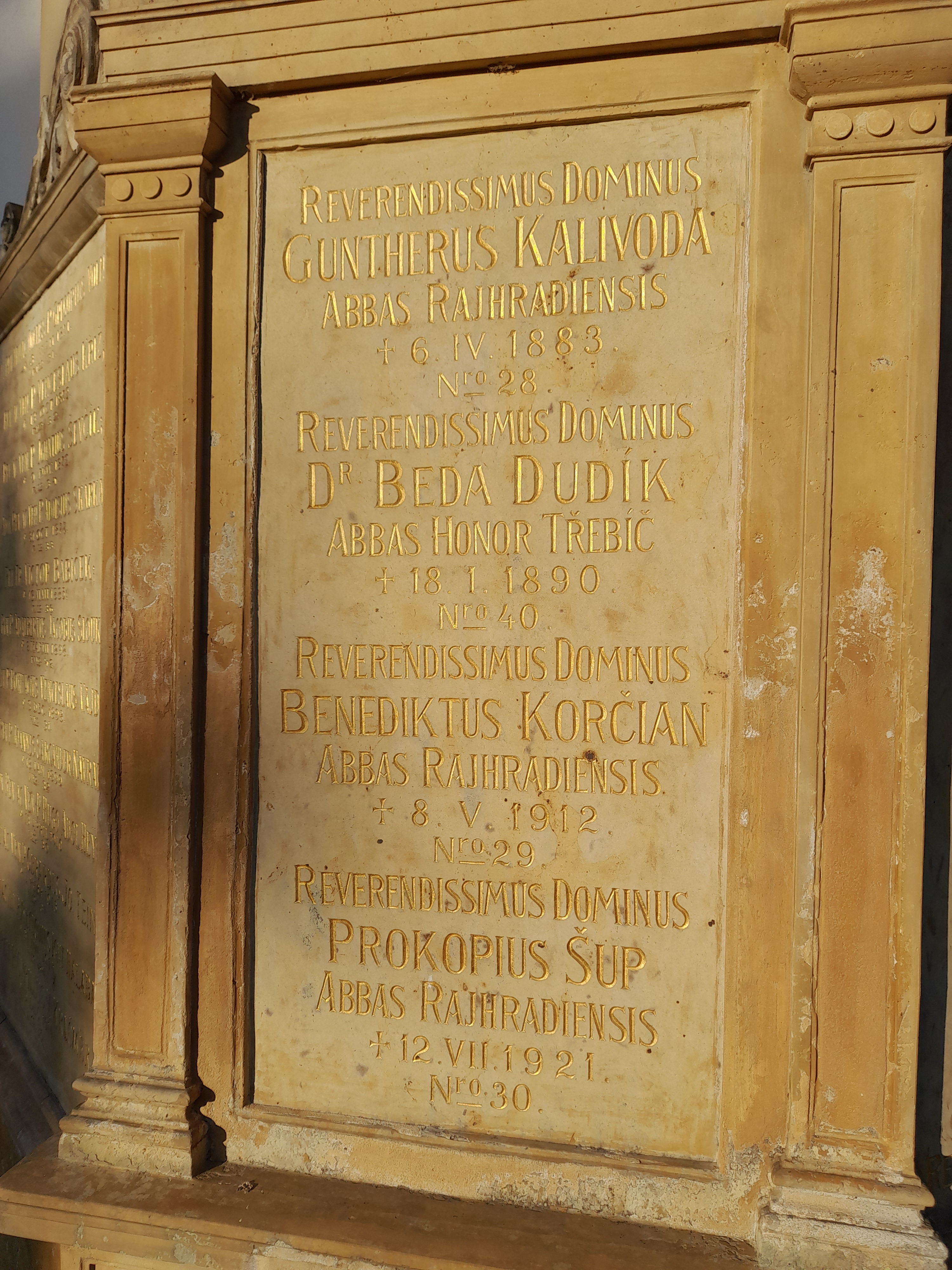
Detail pomníku se jménem Kalivody v Rajhradě

Od roku 1859 působil též v ústavu pro hluchoněmé a byl odměněn komturským křížem řádu Františka Josefa I. s hvězdou a byl jmenován doživotním členem panské sněmovny rakouské.
Zemřel 6. dubna 1883 ve věku 67 let.